# Megacyllene caryae
Megacyllene caryae es una especie de escarabajo longicornio del género Megacyllene, tribu Clytini, subfamilia Cerambycinae. Fue descrita científicamente por Gahan en 1908.

## Descripción
Mide 10-22 milímetros de longitud.

## Distribución
Se distribuye por Canadá, México y Estados Unidos.